# Sanguinograptis
Sanguinograptis is een geslacht van vlinders van de familie bladrollers (Tortricidae).

## Soorten
- S. albardana (Snellen, 1872)
- S. obtrectator Razowski, 1981
- S. ochrolegnia Razowski, 1986